# محسن يوسفي (لاعب كرة قدم)
محسن يوسفي (بالفارسية: محسن یوسفی) هو لاعب كرة قدم إيراني في مركز الوسط، ولد في 26 مايو 1984 في أمل في إيران. شارك مع منتخب إيران لكرة القدم. أما مع النوادي، فقد لعب مع نادي استقلال طهران ونادي سايبا ونادي شموشك نوشهر ونادي شهر خودرو ونادي صبا قم ونادي ملوان ونادي نفط طهران.

## وصلات خارجية
- محسن يوسفي (لاعب كرة قدم) على موقع قاعدة بيانات كرة القدم.إي يو (الإنجليزية)
- محسن يوسفي (لاعب كرة قدم) على موقع ناشيونال فوتبول تيمز (الإنجليزية)